# Iglesia de San Salvador (Barbadillo del Pez)
La iglesia de San Salvador es una iglesia parroquial católica de origen románico pero con corte renacentista situada en la localidad burgalesa de Barbadillo del Pez (España). Cuenta en su interior con retablos barrocos del siglo XVII. Aunque la población formaba parte de la diócesis de Burgos, el templo dependía del abad de Covarrubias, y a su colegiata se pagaban los diezmos. Está dedicada a El Salvador, hecho poco común en esta diócesis.
Se trata de un templo de salón de tres naves con dos tramos, con la cabecera cuadrangular y coro alto. Fue construido con piedra, predominando la mampostería. Cuenta con bóveda de crucería estrellada con terceletes y cinco claves. La torre de tres cuerpos se sitúa a los pies. En el último de ellos se abren vanos con arcos de medio punto y se encuentran las campanas. El altar mayor es rococó, de 1773, con una imagen del Salvador del siglo XVI, imágenes de San José y San Bartolomé en las calles laterales, y rematado por una de la Virgen del Carmen. Cuenta con otro altar barroco de 1720 de la Inmaculada, con una imagen suya central, San Antonio Abad y otro santo sin identificar en los laterales, rematado por una imagen de San Roque.